# Azat Khodzhageldyyevich Bairyyev
Azat Khodzhageldyyevich Bairyyev (tiếng Nga: Азат Ходжагельдыевич Байрыев; sinh ngày 17 tháng 2 năm 1989) là một cầu thủ bóng đá người Nga. Anh thi đấu cho F.K. Kuban Krasnodar. Anh là người gốc Turkmenistan.

## Sự nghiệp câu lạc bộ
Anh có màn ra mắt tại Giải bóng đá ngoại hạng Nga vào ngày 14 tháng 3 năm 2009 trong trận đấu với F.K. Rubin Kazan.